# Ludovisi (Rione)

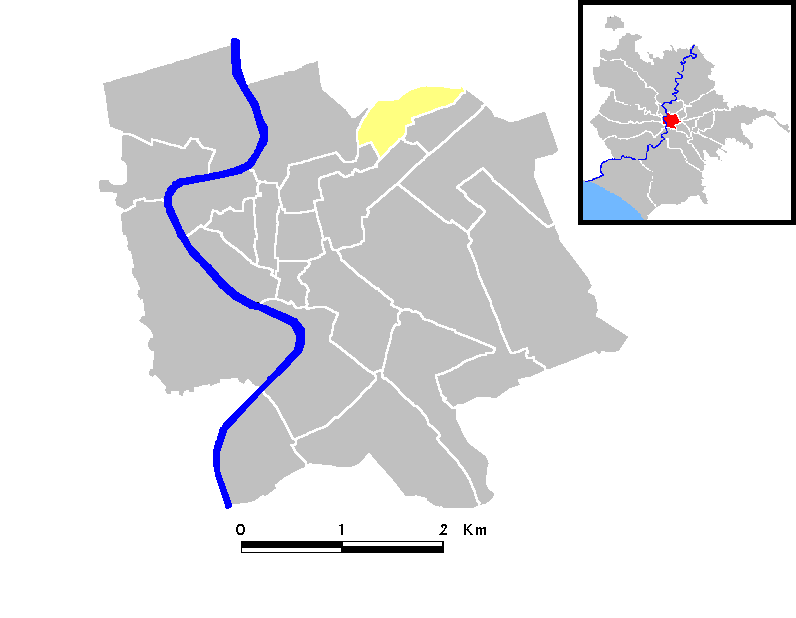
Ludovisi im Stadtplan

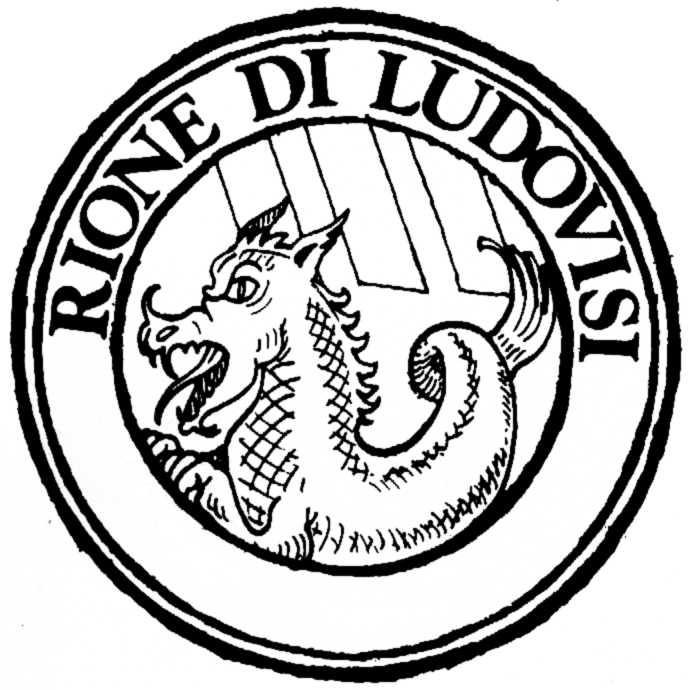
Wappen von Ludovisi

Ludovisi ist der XVI. Rione (Stadtteil) von Rom. Er liegt am Südhang des Pincio.

## Geschichte
1886 verkaufte der Fürst von Piombino die weitläufige Villa Ludovisi an die Stadt Rom, die dort ein neues Wohngebiet anlegte. Es wird von der berühmten Via Veneto durchzogen.

## Wappen
Das Wappen, das dem der Familie Boncompagni-Ludovisi entspricht, zeigt einen Drachen und drei diagonale, goldene Streifen.